# 公益事業学会
公益事業学会（こうえきじぎょうがっかい、英語: The Japan Society Of Public Utility Economics (JSPU)）は、日本の学術研究団体の一つ。

## 概要
1949年1月25日設立。学術研究団体としての種別は単独学会。
経済学を学術研究領域とし、公益事業の研究、知識の研鑽・普及をもって、公益事業の健全なる進歩発展を図り、公共の福祉増進に貢献することを目的としている。
国内においては日本経済学会連合に加入している。

## 沿革
- 1949年 - 公益事業学会設立。

## 刊行物

### 公益事業研究
- 誌名（和文）：公益事業研究
- 誌名（欧文）：Journal of Public Utility Economics (English summary of the Articles)
- 創刊年：-
- 資料種別：ジャーナル（査読付き論文を含む）
- 使用言語：日本語（英文抄録あり）
- 発行形態：印刷体
- 著作権帰属先：-
- クリエイティブコモンズ：-
- 購読：有料